# Élection gouvernorale de 2020 en Virginie-Occidentale
L' élection gouvernorale de 2020 en Virginie-Occidentale a lieu le 3 novembre 2020 afin d'élire le gouverneur de l'État américain de Virginie-Occidentale.
Le gouverneur sortant républicain Jim Justice est réélu avec 63 % des voix.

## Contexte
Le gouverneur sortant Jim Justice, élu en 2016 en tant que démocrate, mais qui a rejoint le Parti républicain sept mois après son élection, est candidat à un second mandat sous sa nouvelle étiquette républicaine.

## Système électoral
Le gouverneur de Virginie-Occidentale est élu pour un mandat de quatre ans au scrutin uninominal majoritaire à un tour.

## Primaire républicaine

### Candidats
- Shelby Jean Fitzhugh, retraité
- Michael Folk, ancien délégué de Virginie-Occidentale
- Jim Justice, gouverneur sortant
- Brooke Lunsford, agent d'assurances
- Chuck Sheedy, ancien combattant
- Doug Six, sondeur
- Woody Thrasher, ancien secrétaire au commerce de Virginie-Occidentale

### Résultats
| Candidat | Candidat             | Voix    | %     |  |
| -------- | -------------------- | ------- | ----- |  |
|          | Jim Justice          | 133 258 | 62,70 |  |
|          | Woody Thrasher       | 38 898  | 18,30 |  |
|          | Michael Folk         | 26 735  | 12,58 |  |
|          | Doug Six             | 4 429   | 2,08  |  |
|          | Brooke Lunsford      | 3 849   | 1,81  |  |
|          | Shelly Jean Fitzhugh | 2 799   | 1,32  |  |
|          | Chuck Sheedy         | 2 552   | 1,20  |  |
|          |                      |         |       |  |
| Total    | Total                | 212 520 | 100   |  |

## Primaire démocrate

### Candidats
- Douglas Hughes, environnementaliste
- Jody Murphy, homme d'affaires
- Ben Salango, commissionnaire du comté de Kanawha
- Stephen Smith, organisateur communautaire
- Ron Stollings, sénateur de Virginie-Occidentale

### Résultats
| Candidat | Candidat       | Voix    | %     |  |
| -------- | -------------- | ------- | ----- |  |
|          | Ben Salango    | 74 805  | 38,68 |  |
|          | Stephen Smith  | 65 544  | 33,89 |  |
|          | Ron Stollings  | 25 782  | 13,33 |  |
|          | Jody Murphy    | 18 039  | 9,33  |  |
|          | Douglas Hughes | 9 231   | 4,77  |  |
|          |                |         |       |  |
| Total    | Total          | 193 401 | 100   |  |

## Autres partis et candidats
- Daniel Lutz, ancien combattant (Parti de la Montagne)
- Erika Kolenich, avocate (Parti libertarien)

## Résultats
| Candidat                 | Candidat                 | Parti                    | Voix      | %     |
| ------------------------ | ------------------------ | ------------------------ | --------- | ----- |
|                          | Jim Justice              | Républicain              | 497 944   | 63,49 |
|                          | Ben Salango              | Démocrate                | 237 024   | 30,22 |
|                          | Erika Kolenich           | Libertarien              | 22 527    | 2,87  |
|                          | Daniel Lutz              | Montagne                 | 11 309    | 1,44  |
|                          | Candidats par écrit      | Candidats par écrit      | 15 483    | 1,97  |
|                          |                          |                          |           |       |
| Votes valides            | Votes valides            | Votes valides            | 784 287   | 97,70 |
| Votes blancs et nuls     | Votes blancs et nuls     | Votes blancs et nuls     | 18 439    | 2,30  |
| Total                    | Total                    | Total                    | 802 726   | 100   |
| Abstention               | Abstention               | Abstention               | 466 493   | 37,75 |
| Inscrits / participation | Inscrits / participation | Inscrits / participation | 1 269 219 | 63,25 |